# Самойлов, Сергей Иванович (инженер)
Сергей Иванович Само́йлов (1908—1993) — советский инженер, конструктор артиллерийских систем.

## Биография
Родился 13 июля 1908 года в Семипалатинске.
Работал на Турксибе, учился в Кунгурском техникуме, в 1930 году окончил УПИ по специальности «инженер-механик».
В 1930—1956 годах работал на Уралмашзаводе: инженер, начальник цеха, с 1940 года главный технолог, с 1945 года главный инженер, в 1947—1948 годах и. о. директора. Во время войны на Уралмаше в сжатые сроки был освоен полный цикл изготовления танков Т-34, самоходных артиллерийских установок СУ-122, СУ-85 и СУ-100.
С 1956 года на научно-преподавательской работе в УПИ, профессор, в 1961—1974 годах заведующий кафедрой «Технология машиностроения». Автор монографии «Технология тяжелого машиностроения».
Умер 27 августа 1993 года в Екатеринбурге. Похоронен на Северном кладбище города.

## Награды и премии
- Сталинская премия первой степени (1946) — за создание САУ[1]
- заслуженный машиностроитель РСФСР
- два ордена Трудового Красного Знамени (1942, 1952)
- два ордена «Знак Почёта» (1943, 1944)
- орден Отечественной войны I степени (1945)
- медали